# Anar (stacja kolejowa)
Anar (kaz. Анар; ros. Анар) – stacja kolejowa w miejscowości Anar, w rejonie Arszały, w obwodzie akmolskim, w Kazachstanie. Położona jest na linii Astana – Szu, na trasie Nowego Jedwabnego Szlaku.